# Reusch
A Reusch é uma fabricante mundial de equipamentos esportivos para futebol (principalmente luvas de goleiro) e esportes de inverno.

## História
Em 1934, Karl Reusch fabricou seu primeiro par de luvas no sótão de sua casa. Os primeiros pares foram costurados à mão. Em 1972, ele desenvolveu a primeira luva para atletas profissionais alpinos. Juntamente com seu filho Gebhard, Reusch entrou na indústria com uma coleção de luvas de inverno especialmente projetadas. Um ano depois, em cooperação com o goleiro alemão Sepp Maier, Gebhard Reusch desenvolveu a primeira luva de goleiro da história. Em 1989, Reusch introduziu seu primeiro vestuário de esqui e 3 anos depois a primeira coleção de esportes de equipe. No início de 2000, a Reusch expandiu seu portfólio de produtos com capacetes e óculos de proteção. Depois de 2004, Reusch se concentrou no desenvolvimento e fornecimento de luvas alpinas e de goleiro para amadores e profissionais.

## Estrutura
A sede da empresa está localizada em Bolzano, Itália. Possui distribuidores em aprox. 60 países.

## Coleções
A cada ano, a empresa organiza uma coleção de goleiros (luvas, roupas, proteções e acessórios) e uma coleção de inverno (luvas de corrida, esqui, freeride, montanhismo, prancha, nórdica e multifuncional) para crianças e adultos disponíveis em lojas em todo o mundo.

## Patrocínio
O primeiro goleiro patrocinado por Reusch foi Sepp Maier na Copa do Mundo de Futebol de 1974 na Alemanha. Ao longo dos anos, Reusch apoiou muitos goleiros internacionais, como os vencedores da Copa do Mundo Ubaldo Fillol (ARG, 1978), Nery Pumpido (ARG, 1986), Bodo Illgner (GER, 1990), Claudio Taffarel (BRA, 1994) e Marcos Reis (BRA, 2002). Com Dida, do AC Milan (2002/03, 2006/07) e Júlio César, da Inter de Milão, os goleiros do Reusch conquistaram três títulos da UEFA Champions League nos últimos 15 anos. Entre os principais goleiros Hugo Lloris (Tottenham Hotspur e Seleção Francesa), Wojciech Szczęsny (Juventus FC), Samir Handanovič (Inter de Milão), Ralf Fährmann (FC Schalke 04) e Diego López (Espanyol Barcelona), Reusch atualmente patrocina mais de 220 goleiros profissionais nas primeiras divisões nacionais No mundo todo.
No setor de esqui alpino, Reusch colabora com muitos atletas da Copa do Mundo, como Marcel Hirscher, Lindsey Vonn, Mikaela Shiffrin, Henrik Kristoffersen, Lara Gut, Alexis Pinturault e Anna Veith. Além disso, a Reusch é o fornecedor oficial de sete das federações de esqui mais bem-sucedidas do mundo (Áustria, Suíça, França, EUA, Noruega, Liechtenstein, Eslovênia). Com Gerlinde Kaltenbrunner (AUT), um dos alpinistas extremos de maior sucesso no mundo confia em luvas Reusch.